# Severin Kłosowski
Severin Kłosowski, egentligen Severin Antoniovich Kłosowski, född 14 december 1865 i Nagóra, Polen, död 7 april 1903 i London (avrättad), var en polsk-engelsk seriemördare, känd som Borough Poisoner. Kłosowski figuerade även som misstänkt i utredningen kring Jack Uppskäraren efter 1888. I England kallade sig Kłosowski George Chapman och Ludwig Schloski.

## Biografi
Kłosowski föddes i Nagóra nära Koło i Polen. Som 14-åring arbetade han som fältskär i Zwolen och hjälpte bland annat till med att skära ut blodiglar. Kłosowski emigrerade som vuxen till Whitechapel i London, där han arbetade som barberare. Han hade sin butik vid 126 Cable Street vid St George och enligt uppgift skulle han bott i butiken.
Kłosowski emigrerade 1891 till USA, men återvände senare till England. Kłosowski hade flera älskarinnor, vilka vid något tillfälle utpekats som dennes hustru; bland andra Mary Spink, Bessie Taylor och Maud Marsh. Kłosowski förgiftade dessa tre kvinnor; Spink 1897, Taylor 1901 och Marsh 1902. Kłosowski dömdes för dessa mord och avrättades genom hängning i fängelset Wandsworth i London 1903.

## Misstänkt som Jack Uppskäraren
Överkommissarie Frederick Abberline vid Scotland Yard, som utredde morden i Whitechapel från 1888, misstänkte personligen Kłosowski. Abberline förhörde Kłosowskis första fru, Lucie Badewski, som sade att hennes man brukade gå ut om nätterna och vara borta flera timmar under den tid då morden ägde rum. Abberline talade ut om misstankarna mot Kłosowski i två tidningsintervjuer, bland annat i tidningen Pall Mall Gazette. När George Godley arresterade Kłosowski för morden på sina älskarinnor, sade Abberline: "Äntligen har du tagit Jack Uppskäraren." Kłosowski utseende stämde väl överens med den man, som Mary Jane Kelly umgicks med under kvällen och natten den 9 november, då hon mördades.